# Districts du Botswana
 (juin 2023).
Si vous disposez d'ouvrages ou d'articles de référence ou si vous connaissez des sites web de qualité traitant du thème abordé ici, merci de compléter l'article en donnant les références utiles à sa vérifiabilité et en les liant à la section « Notes et références ».

Carte du Botswana présentant sa subdivision en districts. Les sept districts urbains ne sont pas indiqués.

Le Botswana est subdivisé en neuf districts, ainsi que, dans ses zones les plus urbaines, deux villes (city) et cinq localités (town).

## Tableau
| Nom           | Type     | Capitale      | Superficie (km²) | Population (2022) | Densité (2022, hab./km²) |
| ------------- | -------- | ------------- | ---------------- | ----------------- | ------------------------ |
| Central       | District | Serowe        | 142 076          | 652 085           | 4,6                      |
| Francistown   | Ville    | Francistown   | 79               | 103 417           | 1 309,1                  |
| Gaborone      | Ville    | Gaborone      | 169              | 246 325           | 1 457,5                  |
| Ghanzi        | District | Ghanzi        | 117 910          | 56 555            | 0,4                      |
| Jwaneng       | Localité | Jwaneng       | 100              | 18 784            | 187,8                    |
| Kgalagadi     | District | Tsabong       | 105 200          | 58 857            | 0,5                      |
| Kgatleng      | District | Mochudi       | 7 960            | 121 882           | 15,3                     |
| Kweneng       | District | Molepolole    | 31 100           | 387 983           | 12,5                     |
| Lobatse       | Localité | Lobatse       | 42               | 29 772            | 708,9                    |
| Nord-Est      | District | Masunga       | 5 120            | 69 352            | 13,5                     |
| Nord-Ouest    | District | Maun          | 150 730          | 225 317           | 1,5                      |
| Orapa         | Localité | Orapa         | 17               | 8 648             | 508,7                    |
| Selebi-Phikwe | Localité | Selebi-Phikwe | 50               | 42 488            | 849,8                    |
| Sowa Town     | Localité | Sowa Town     | 159              | 2 914             | 18,3                     |
| Sud           | District | Kanye         | 28 470           | 221 928           | 7,8                      |
| Sud-Est       | District | Ramotswa      | 1 780            | 111 440           | 62,6                     |